# Cine de Irak

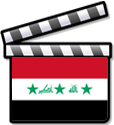
El cine de Iraq

El cine de Iraq inició en 1909 y atravesó un fuerte declive bajo el régimen de Saddam Hussein. El desarrollo del cine y el cine en Irak refleja los cambios históricos drásticos que Irak ha experimentado en el siglo XX. La guerra de Irak que comenzó en 2003 influyó en muchas películas producidas posteriormente.

## Historia
Mientras que la primera proyección cinematográfica de Irak tuvo lugar en 1909, el cine no fue realmente considerado como una actividad cultural o pasatiempo hasta la década de 1920. Los primeros cines, como el famoso cine al-Zawra en la bulliciosa avenida al-Rashid de Bagdad, interpretaron principalmente películas mudas estadounidenses para ciudadanos británicos.
En la década de 1940 bajo el gobierno del rey Faisal II, comenzó un verdadero cine iraquí. Con el apoyo de financistas británicos y franceses, las compañías de producción cinematográfica se establecieron en Bagdad. El estudio de Bagdad se estableció en 1948, pero pronto se desmoronó cuando estallaron las tensiones entre los fundadores árabes y judíos. En su mayor parte, el producto era puramente comercial, novelas mullidas con muchas canciones y bailes a menudo en pequeños pueblos. En 1955, se produjeron Fitna wa Hassan de Haidar Al-Omar, un relato iraquí de Romeo y Julieta, que recibió atención internacional. Pero en su mayor parte, la regla del Estado poderoso desalienta cualquier película socialmente relevante.
En 1959, cuando el gobierno del rey Faisal II fue derrocado, la organización general de cine y teatro nació con el propósito de promover los objetivos políticos del nuevo régimen, tanto en documentales como en características. Típicos eran documentales como el Proyecto Al Maghishi de 1969, que mostraba las campañas de irrigación del gobierno y la boda de 1967 A Wedding in Heaven, que celebra la fuerza aérea y su sistema de armas. La revolución de 1968 que puso al partido Baaz en el poder solidificó aún más el control del gobierno sobre el material fílmico y la necesidad del estado de hacer que todas las películas validen su poder.
La ascensión de Saddam Hussein al poder en 1979 empujó al cine iraquí en una dirección ligeramente diferente. El agotamiento de los recursos nacionales de la guerra Irán-Irak de 1980 casi detuvo la producción de películas. Las pocas películas que se pusieron en producción tenían como objetivo principal glorificar una mítica historia iraquí o celebrar el gobierno de Hussein. En 1981, el gobierno encargó al cineasta egipcio Salah Abu Seif que hiciera Al-Qadisiya, una épica de época que narra el triunfo de los árabes sobre los persas en 636 DC. Del mismo modo, la melodramática The Great Question de Mohamed Shukri Jameel ( al-Mas 'Ala Al-Kubra ) incluyó al actor británico Oliver Reed como el vicioso teniente coronel Gerard Leachman que fue justamente asesinado en la revolución iraquí de 1920.
En 1980, Hussein promovió su propia mitología con la épica autobiográfica de 6 horas Los días largos ( al-Ayyam al-tawila ), la saga de la participación de Hussein en el fallido intento de asesinato de 1958 contra el primer ministro Abdul Karim Qasim, y su subsiguiente heroísmo escapar de regreso a Tikrit. La película fue editada y dirigida parcialmente por Terence Young, el director británico que se hizo famoso al dirigir las primeras películas de James Bond, el Dr. No y Thunderball (película). Hussein es interpretado por Saddam Kamel, primo y yerno de Hussein, quien finalmente se enemistó con el dictador y fue asesinado en 1996.
Después de que Irak comenzó a atacar a Kuwait, las sanciones impuestas por el Irak hicieron que el cine sea imposible en el país, aunque una nueva generación de cineastas está cobrando vida en Bagdad.